# Sárgaképű mézevő
A sárgaképű mézevő (Melipotes ater) a madarak osztályának verébalakúak (Passeriformes) rendjébe és a mézevőfélék (Meliphagidae) családjába tartozó faj.

## Rendszerezése
A fajt Walter Rothschild és Ernst Hartert írták le 1911-ben.

## Előfordulása
Új-Guinea szigetének északkeleti részén, a Huon-félszigeten található, Pápua Új-Guinea területén. Természetes élőhelyei a szubtrópusi és trópusi hegyi esőerdők. Állandó, nem vonuló faj.

## Megjelenése
Testhossza 28,5–31 centiméter. Sötét tollazatából kiugrik sárga arclebenye.

## Életmódja
Táplálkozásáról kevés az adat, valószínűleg gyümölcsöt fogyaszt.

## Szaporodása
Fák ágaira készíti csésze alakú fészkét.

## Természetvédelmi helyzete
Az elterjedési területe kicsi, egyedszáma viszont stabil. A Természetvédelmi Világszövetség Vörös listáján nem fenyegetett fajként szerepel.

## További információ
- Képek az interneten a fajról
- Internet Bird Collection
- Xeno-canto.org - a faj hangja és elterjedési térképe